# Berry (Alabama)
|  | Dieser Artikel wurde aufgrund von inhaltlichen Mängeln auf der Qualitätssicherungsseite des Projektes USA eingetragen. Hilf mit, die Qualität dieses Artikels auf ein akzeptables Niveau zu bringen, und beteilige dich an der Diskussion! Eine nähere Beschreibung der zu behebenden Mängel fehlt. |

Berry ist eine Town im Fayette County im US-amerikanischen Bundesstaat Alabama. Nach der Volkszählung aus dem Jahr 2020 hatte Berry 1216 Einwohner. Berry hat eine Gesamtfläche von 29,0 km².

## Geographie
Berry liegt im Nordwesten Alabamas im Süden der Vereinigten Staaten. Es liegt etwa 57 Kilometer östlich der Grenze zu Mississippi und 37 Kilometer südlich des 733 Quadratkilometer großen William B. Bankhead National Forest.
Nahegelegene Orte sind unter anderem Fayette (16 km westlich), Oakman (17 km östlich), Glen Allen (18 km nordwestlich), Carbon Hill (20 km nördlich) und Belk (26 km westlich). Die nächste größere Stadt ist mit 212.000 Einwohnern das etwa 63 Kilometer südöstlich entfernt gelegene Birmingham.

## Geschichte
Die Stadt wurde nach Thompson Berry benannt, einem der frühen Großgrundstücksbesitzer der Region. Um 1882 baute die Georgia-Pacific Railroad eine Bahnstrecke durch die Stadt.
Die erste Schule wurde 1891 erbaut, brannte jedoch nieder und wurde 1895 erneut errichtet. Von 1912 bis 1922 existierte das Alabama Christian College. 1902 und 1913 wurde das Stadtzentrum von feuern zerstört, jedoch wieder aufgebaut.

## Verkehr
Berry wird vom Südwesten in den Nordosten von der Alabama State Route 18 durchzogen, die etwa 2 Kilometer westlich der Stadt einen Anschluss an den U.S. Highway 43 herstellt. Etwa 28 Kilometer nordöstlich verläuft der Interstate 22.
Etwa 21 Kilometer westlich der Stadt befindet sich der Flughafen der Stadt Fayette, Walker County Airport, 33 Kilometer nordöstlich außerdem der Walker County Airport.

## Demographie
Nach der Volkszählung 2000 waren es 1238 Einwohner, die sich auf 516 Haushalte und 352 Familien verteilten. Die Bevölkerungsdichte betrug 42,8 Einwohner/km². 91,44 % der Bevölkerung waren weiß, 6,38 % afroamerikanisch. In 32,8 % der Haushalte lebten Kinder unter 18 Jahren. Das Durchschnittseinkommen betrug 20214 Dollar  pro Haushalt, 32,1 % lebten unterhalb der Armutsgrenze.
Bis zur Volkszählung 2010 sank die Einwohnerzahl auf 1148.